# Centro cardiologico Monzino
L'IRCCS Centro Cardiologico Monzino, denominato colloquialmente «il Monzino», è un ospedale privato e IRCCS di Milano dedicato alla cura e alla ricerca nell'ambito delle malattie cardiovascolari.
Nel 2025, per il quinto anno di fila, la rivista Newsweek lo classifica, nel "World's Best Specialized Hospitals 2025", primo ospedale italiano in cardiologia, mentre a livello mondiale il CCM è all'11° posto per la cardiologia e 23° in cardiochirurgia.

## Storia
Il Centro Cardiologico Monzino è nato nel 1981 da una donazione del Cavaliere del lavoro Italo Monzino (1902-1994), fratello di Franco Monzino, e dall'idea originale del Prof. Cesare Bartorelli, dell'Università degli Studi di Milano. È proprio con l’Università degli Studi di Milano che nel 1985 viene istituita al Monzino la prima cattedra universitaria di Cardiochirurgia a Milano.
Accreditato fin da subito all’interno del Servizio Sanitario Nazionale, il Centro Cardiologico Monzino nel 1992 diventa anche il primo Istituto di Ricovero e Cura a Carattere Scientifico (IRCCS) in Italia a esclusiva vocazione cardiovascolare. In quanto IRCCS, il Monzino persegue finalità di ricerca, prevalentemente clinica e traslazionale, unitamente a prestazioni di ricovero e cura di alta specialità per le patologie cardiovascolari.
Nel 2000 il Monzino è stato acquisito dallo IEO, l’Istituto Europeo di Oncologia fondato da Umberto Veronesi, creando così il gruppo IEO-Monzino: due eccellenze nelle maggiori patologie del mondo occidentale, che reinvestono tutti i loro utili in Ricerca e Innovazione.
Il Monzino è punto di riferimento nazionale e internazionale per la diagnosi e le terapie in cardiologia, oltre che un centro all'avanguardia della ricerca clinica e scientifica.
Nel 2007 viene installata la prima sala operatoria multifunzionale in Italia, dove il paziente può ricevere contemporaneamente diversi tipi di trattamento: chirurgico, interventistico, aritmologico.
Nel 2022 inizia la sperimentazione su un farmaco in grado di ridurre il rischio di eventi cardiovascolari gravi (come infarto e ictus) dimezzando i livelli di colesterolo LDL, l'Inclisiran.

## Attività clinica
L'operatività del Monzino si articola in sei Dipartimenti clinici:
- Aritmologia
- Cardiologia critica e riabilitativa
- Cardiologia interventistica
- Chirurgia cardiovascolare
- Emergenza-Urgenza
- Cardiologia Peri-operatoria e Imaging Cardiovascolare

Il Monzino è inoltre dotato dell'unico Pronto Soccorso Specialistico esclusivamente dedicato alle emergenze-urgenze cardiovascolari in Italia.
Il Centro Cardiologico Monzino riveste un ruolo attivo anche per la comunità locale in cui è inserito, il quartiere milanese di Ponte Lambro; in particolare, dal 2014, con l’inaugurazione del Monzino 2, uno spazio di proprietà del Comune di Milano vicino alla sede principale, dedicato alla prevenzione e alla salute cardiovascolare sul territorio.
Sono stati sviluppati programmi di prevenzione delle malattie cardiovascolari nella donna e negli sportivi: Monzino Women e Monzino Sport.

## Attività di ricerca
La ricerca scientifica è parte integrante dell’attività del Monzino, in quanto IRCCS. La ricerca svolta al Monzino in particolare rappresenta un modello di integrazione tra laboratorio e cura del paziente.
I medici e ricercatori del Monzino hanno contribuito alle scoperte e alle innovazioni che in 40 anni hanno cambiato il volto della cardiologia e oggi è un centro all’avanguardia internazionale, punto di riferimento per la somministrazione delle terapie più avanzate.

## Formazione universitaria e post universitaria
Il Centro Cardiologico Monzino ospita il Dipartimento di Scienze Cliniche e di Comunità (DISCCO), il Dipartimento di Scienze Biomediche, Chirurgiche ed Odontoiatriche, e infine il Dipartimento di Scienze Biomediche e Cliniche L. Sacco dell’Università degli Studi di Milano.
In quanto sede universitaria, le strutture assistenziali del Monzino sono a disposizione delle esigenze, didattiche e di ricerca, dei corsi di laurea della Facoltà di Medicina e Chirurgia nell’ambito cardiovascolare.
Il Monzino è sede didattica del Corso di Laurea Magistrale a ciclo unico in Medicina e Chirurgia, Corso di Laurea Magistrale in Scienze delle Professioni sanitarie tecniche assistenziali, corso di Laurea in Tecniche di fisiopatologia cardiocircolatoria e perfusione cardiovascolare, International Medical School (IMS), Corso di Laurea in Medicina e Chirurgia in Lingua Inglese. Inoltre, il Monzino è struttura di sede della Scuola di Specializzazione in Malattie dell’Apparato Cardiovascolare, Scuola di Specializzazione in Cardiochirurgia e del Corso di Perfezionamento in Ecocolordoppler vascolare.

## Trasporti
CON I MEZZI PUBBLICI (ATM)
1. prendere la metropolitana gialla (linea 3) direzione San Donato fino al capolinea, poi l’autobus 45, fermata Via Vittorini che si trova a 50 metri dal Monzino;
2. prendere il tram 27 fino alla fermata di Viale Ungheria, quindi prendere l’autobus 66 o 45 per Linate, fermata Via Vittorini;
dalle stazioni Centrale e Rogoredo:
prendere la metropolitana gialla (linea 3) e seguire le indicazioni di cui al precedente punto 1.
IN AUTOMOBILE
Il Monzino è situato a 100 metri dall’uscita di Via Mecenate della Tangenziale Est.
da Milano:
imboccare Via Mecenate, al semaforo prima della Tangenziale Est girare a sinistra e seguire le indicazioni per il Centro Cardiologico Monzino.
dall’autostrada A1 (Bologna):
imboccare la Tangenziale Est (direzione Venezia) fino all’uscita Via Mecenate e seguire le indicazioni per il Centro Cardiologico Monzino.
dall’autostrada A4 (Venezia):
imboccare la Tangenziale Est (direzione Bologna) fino all’uscita Via Mecenate e seguire le indicazioni per il Centro Cardiologico Monzino.
dall’autostrada A4 (Torino), A8 (Varese), A7 (Genova), A9 (Como):
imboccare la Tangenziale Ovest (direzione Bologna) e quindi la Tangenziale Est (direzione Venezia) fino all’uscita Via Mecenate e seguire le indicazioni per il Centro Cardiologico Monzino.